# D.N. Angel
D.N.Angel är en manga skriven och illustrerad av Yukiru Sugisaki. Efter mangautgåvan producerades år 2003 en animeserie för tv bestående av 26 avsnitt av D.N.Angel. ADV köpte rättigheterna för Nordamerika. Mangan hade premiär år 1997 i Japan, publicerad av Kadokawa Shoten Publishing Co.

## Handling
När Daisuke Niwa fyller 14 år upptäcker han att han har ärvt en märklig uppsättning DNA som får alla av manligt kön i hans släkt att förvandlas till mästertjuven Dark när de blir förälskade. 
Dark är en snygg ung man med märkliga krafter, som har varit verksam i 400 år. 
För att inte bli förvandlad måste Daisuke hålla sig undan från sin stora kärlek Risa Harada. En av Daisukes klasskamrater, Satoshi Hiwatari, har kommit hemligheten på spåret och misstänker att det finns ett samband mellan Daisuke och Dark. Satoshi är, trots sin unga ålder, hemlig agent, och arbetar tillsammans med polisen för att gripa Dark. 
Satoshi har ett liknande problem som Daisuke, och han förvandlas till Krad - Darks motsats och dödsfiende. 
Dark har samma problem som Daisuke. När han träffar sin kärlek, Riku Harada (Risas tvillingsyster), förvandlas han till Daisuke. 
Det är med andra ord upplagt för en äventyrs- och kärlekshistoria med många komplikationer.

## Rollfigurer
Daisuke Niwa:
Elev i Azumanos andra högstadieskola, i klass 8B. 
14 år.
En bieffekt av hans romantikgener gör att han förvandlas till mästertjuven Dark.
Denna gen har funnits i familjen Niwa ända sedan edo-tiden.
I början av serien är han kär i Risa, men blir senare kär i Riku, som är Risas syster.
Dark Mousy
Legendarisk mästertjuv som inte visat sig på fyrtio år. Daisuke förvandlas till Dark när hans känslor för Risa svallar, men byter tillbaka när han tänker på Riku. Dark ser ut att vara i 18-årsåldern men har funnits sedan Edo-tiden.
With
Familjen Niwas husdjur, Darks följeslagare. 
En kanin med väldigt fluffiga öron som kan förvandla sig till Dark eller Daisuke. Ogillar vatten men älskar jordgubbar. Brukar säga "Kiuu" (uttalas snabbt "Kijuu" ).
På Darks kommando byter With form till ett odjur med svarta vingar. Darks svarta vingar är hans andra skepnad.
Riku Harada (Tvillingsyster med Risa, den äldre av systrarna) är Daisukes klasskamrat. Hennes första kyss stals av Dark, men nu är hon ihop med Daisuke. Hon tycker att Dark är äcklig och pervers. Hon har kort stylat hår i brunröd färg. Hon är lite coolare och lugnare än sin syster och på senaste tiden verkar det som att hon blivit lite förtjust i Daisuke.
Risa Harada (Tvillingsyster med Riku, den yngre av systrarna) är Daisukes klasskamrat. Hon blir kär i Dark vid första ögonkastet (på TV). Risa nobbade Daisuke när han frågade chans på henne. Hon har långt brunt hår (lite längre än till axlarna) och ser sin syster lite som en rival, hon vill väldigt gärna vara bättre än sin äldre syster Riku. Risa säger själv att hon är den sötaste av systrarna och hon jobbar hårt för att hitta en kille före Riku.
Satoshi Hiwatari har egentligen gått ur skolan, men då han jagar Dark så är detta skälet till att han går i samma klass som Daisuke. Trots att han bara är 14 år så leder han jakten efter Dark. Hans familj har jagat Dark i generationer. Han förvandlas till Darks ärkefiende Krad (inte med flit) Satoshi är adopterad och heter egentligen Satoshi Hikari. Krad baklänges blir Dark.
Takeshi Saehara är son till kommissarie Saehara som jagar Dark. Daisukes bästa kompis. Journalistgalning som använder sin far för att komma åt nyheter.
Jii-chan är Daisukes morfar. Han var den som senast i familjen Niwa brukade förvandlas till Dark, när han var i Daisukes ålder.
Emiko Niwa, Daisukes mamma, en ”klämkäck” och tillgiven person, men ibland kanske hon beter sig lite väl barnsligt för sin ålder. Hon ville själv vara Dark när hon var liten, men eftersom hon var flicka gick det inte.